# Frightened Rabbit
Frightened Rabbit är ett skotskt indierockband från Selkirk, Skottland bildat 2003.

## Medlemmar
Nuvarande medlemmar
- Grant Hutchison – trummor, slagverk, sång (2004—)
- Billy Kennedy – sologitarr, basgitarr, keyboard, sång (2005—)
- Andy Monaghan – gitarr, keyboard, basgitarr (2008—)
- Simon Lidell – gitarr, keyboard (2013—2014 som turnerande medlem, 2015–)

Tidigare medlemmar
- Scott Hutchison – sång, sologitarr, rytmgitarr (2003—2018; död 2018)
- Gordon Skene – gitarr, keyboard, sång (2009—2014)

## Diskografi (urval)
Studioalbum
- Sing The Greys (2006)
- The Midnight Organ Fight (2008)
- The Winter Of Mixed Drinks (2010
- Pedestrian Verse (2013)
- Painting of a Panic Attack (2016)

Livealbum
- Quietly Now! (2008)

EPs
- A Frightened Rabbit (2011)
- State Hospital (2012)

Singlar
- "Be Less Rude" (2007)
- "The Greys" (2007)
- "It's Christmas So We'll Stop" (2007)
- "Head Rolls Off" (2008)
- "Fast Blood" (2008)
- "I Feel Better" (2008)
- "Swim Until You Can't See Land" (2009)
- "Nothing Like You" (2010)
- "Living in Colour" (2011)
- "The Loneliness and the Scream" (2011)
- "State Hospital" (2012)
- "The Woodpile" (2013)
- "Backyard Skulls" (2013)
- "Late March, Death March" (2013)